# Miraç Kal
Miraç Kal (* 7. August 1987 in Konya) ist ein türkischer Radrennfahrer.
Miraç Kal gewann 2005 bei der Athens Open Balkan Championship auf der Bahn das Punktefahren in der Juniorenklasse. Im nächsten Jahr belegte er bei der Ägypten-Rundfahrt und bei der International Presidency Turkey Tour jeweils den dritten Platz auf einem Teilstück. 2007 wurde er Etappenzweiter bei der International Presidency Turkey Tour. Bei der Ägypten-Rundfahrt 2009 konnte Kal die zweite Etappe nach Nowaiba'a für sich entscheiden. In den Jahren 2010 und 20122 gewann er Etappen der Tour of Trakya, der Tour of Victory und der Tour of Cappadocia. 2012 wurde er türkischer Meister im Straßenrennen.

## Erfolge
2009
- eine Etappe Ägypten-Rundfahrt

2010
- eine Etappe Tour of Trakya
- eine Etappe Tour of Victory

2011
- eine Etappe Tour of Cappadocia

2012
- Türkischer Meister – Straßenrennen

## Teams
- 2011 Konya Torku Şeker Spor-Vivelo
- 2012 Konya Torku Şeker Spor